# Relações externas do Mercado Comum do Sul

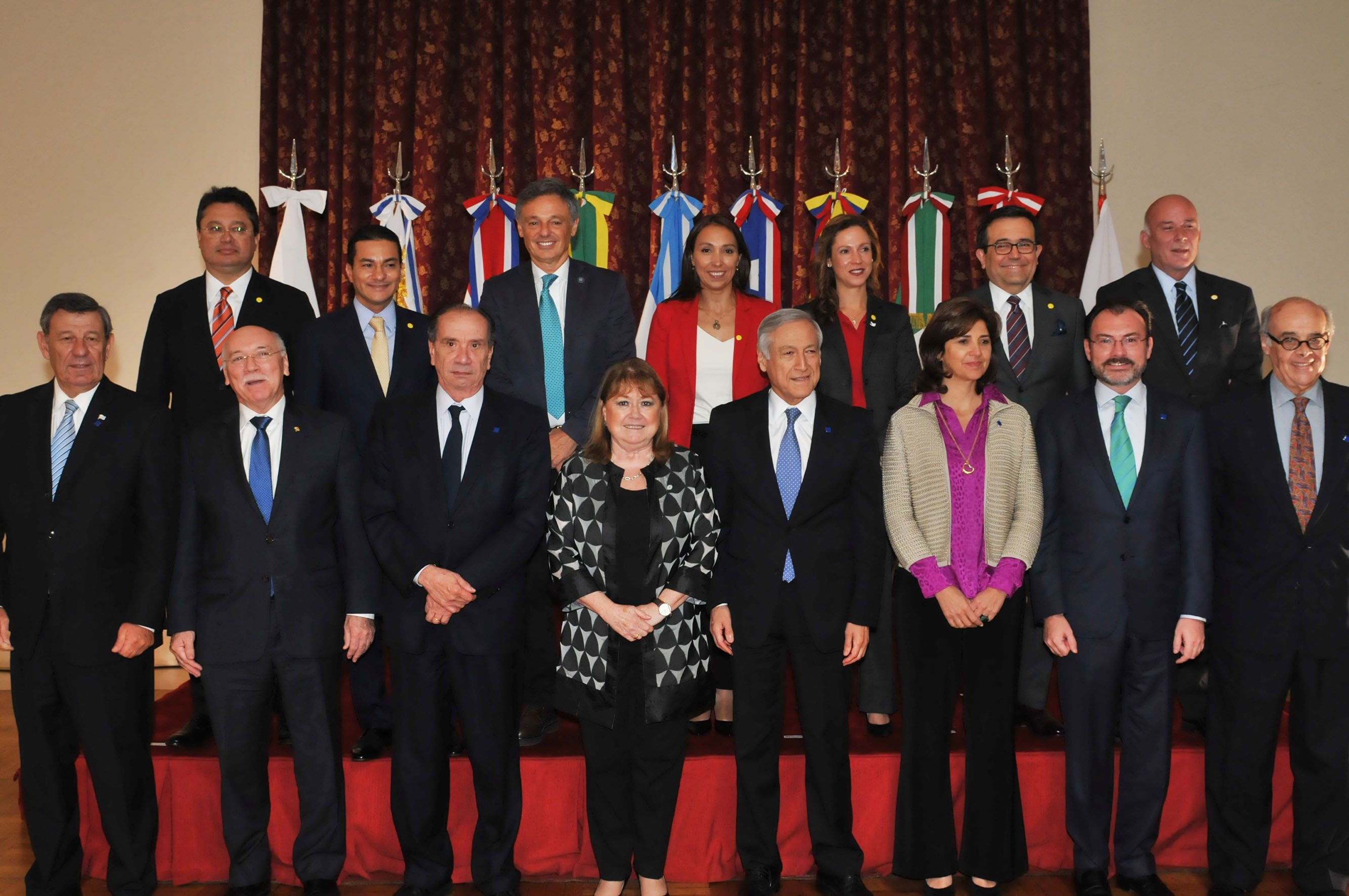
Reunião de ministros do Mercosul e da Aliança do Pacífico em 2017

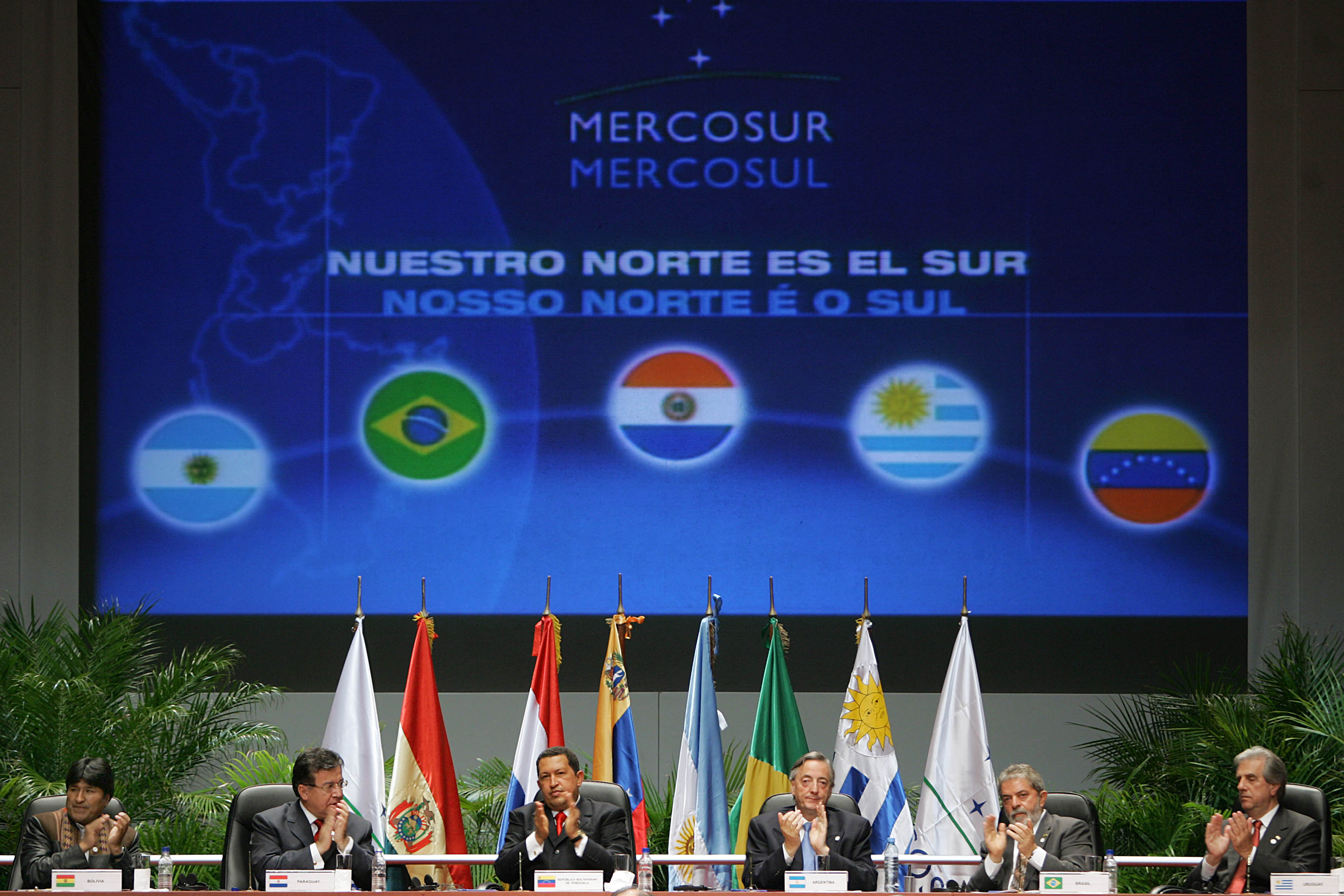
Cerimônia de assinatura do protocolo de adesão o da Venezuela como Estado-Parte do Mercosul

As relações externas do Mercado Comum do Sul (Mercosul) são as interações do Mercosul com terceiros países, isto é, com países que não são seus membros (Estados-Parte), com grupos de países e com outras organizações internacionais. O Mercosul é uma organização internacional, um sujeito de Direito Internacional e uma união aduaneira e todas essas três categorias têm significado para suas relações externas. Sendo uma organização internacional (ou precisamente uma organização intergovernamental internacional), para além de servir como um mecanismo de cooperação internacional e como fórum de circulação, legitimação e enraizamento de ideias, funciona também como importante ator do sistema internacional. Embora comporte-se desde sua fundação como sujeito do direito internacional (negociando e celebrando acordos, por exemplo), sua personalidade jurídica foi formalmente expressa apenas no Protocolo de Ouro Preto, de 1994. E como união aduaneira empreende uma política de integração regional comercial por meio de uma tarifa externa comum (TEC) aos Estados-Parte.
Em 2010, o Conselho do Mercado Comum (CMC), órgão superior do Mercosul, regulamentou as relações externas ao definir que "a ação externa do Mercosul será desenvolvida mediante a negociação de mecanismos de vinculação política, comercial ou de cooperação com terceiros países ou grupo de países”. Essa regulamentação expressa no artigo 58 do Programa de Consolidação da União Aduaneira (Decisão n. 56 de 2010) tipificou as relações externas do Mercosul em vínculos políticos, vínculos comerciais e vínculos para cooperação. Institucionalmente, o tratado constitutivo (o Tratado de Assunção, de 1991) e seus protocolos conferiram a condução das relações exteriores aos três órgãos decisórios (o CMC, o Grupo do Mercado Comum e a Comissão de Comércio), mas outras normativas permitiram que outros órgãos também exercessem funções atinentes às relações exteriores. Por exemplo, durante boa parte da década de 2010, os três tipos de vínculos ficaram distribuídos institucionalmente entre o Alto Representante-Geral (ARGM), o Grupo de Relacionamento Externo (GRELEX) e o Grupo de Cooperação Internacional (GCI), respectivamente. E em 2014 foi aprovada especificamente a Política de Cooperação Internacional do MERCOSUL (Decisão n. 23 de 2014), que abrange tanto a cooperação intra-Mercosul (entre os Estados-Parte), quanto a extra-Mercosul (com terceiros).
Os acordos e negociações econômico-comerciais costumam ser a face mais conhecida das relações externas mercosulinas. Esses vínculos foram estabelecidos na forma de tratados vigentes com a Comunidade Andina (CAN), o Chile e Cuba no âmbito do ordenamento da Associação Latino-Americana de Integração (ALADI), com a União Aduaneira da África Austral (UAAA), Egito, Israel, Palestina e Índia. Desde a Rodada São Paulo, o Mercosul também faz parte do Sistema Global de Preferências Comerciais entre Países em Desenvolvimento (SGPC). Nas outras vertentes de sua dimensão externa, o Mercosul mantém vínculos para cooperação e diálogo político com a União Europeia (UE), Cuba, Turquia, Rússia, Estados associados ao Mercosul, entre outros. Além disso, manteve com a União de Nações Sul-Americanas (UNASUL) uma agenda de complementação e articulação, que foi descontinuada em meados da década de 2010, quando também os presidentes dos Estados-partes emitiram a Declaração sobre relacionamento externo do MERCOSUL, em 2015, para dar "novo impulso às negociações" econômico-comerciais, redirecionando as prioridades. Em 2021, o Uruguai anunciou sua decisão de conversar com terceiros países para negociar acordos comerciais de forma avulsa ao Mercosul.

## Por ator

### Comunidade Andina
Existe um acordo com a Comunidade Andina (CAN), estabelecido no Acordo de Complementação Econômica firmado entre a Comunidade Andina e o Mercosul. Além da cooperação econômica também existe um diálogo político que abre possibilidades de negociação com todo os membros do bloco Andino.
Em 16 de abril de 1998 o Mercosul e a Comunidade Andina firmaram um Acordo Marco para a criação da Zona de Livre-Comércio. Este acordo contemplava a negociação da área de livre-comércio em duas etapas: na primeira, até 30 de setembro de 1998, a negociação de um acordo de preferências tarifárias, e na segunda, entre 1º de outubro de 1998 e 31 de dezembro de 1999, um acordo de livre-comércio.
As negociações do acordo de preferências tarifárias entre os dois blocos começaram em junho de 1998. Contudo, em 1999, a solicitação do Brasil, se acordou a abertura de dois processos de negociação de acordos preferenciais: um, no qual os países da Comunidade Andina negociariam unicamente com Brasil, e outro, em que os países da Comunidade Andina negociariam com Argentina, Paraguai e Uruguai. As negociações entre Brasil e a Comunidade Andina concluíram em 3 de julho de 1999 e em 12 de agosto do mesmo ano foi firmado o Acordo entre Brasil e Colômbia, Equador, Peru e Venezuela, protocolado na ALADI como Acordo de Complementação Econômica N.° 39, que entrou em vigor em 16 de agosto de 1999. Já a Argentina com Colômbia, Equador, Peru e Venezuela subscreveram em 29 de junho de 2000 um acordo de preferências tarifárias registrado na ALADI como Acordo de Complementação Econômica N.° 48, cujo artigo 22 definia 1º de agosto de 2000 como a data de entrada em vigor. Ambos acordos podiam ser renovados por acordo entre as partes signatárias e seriam substituídos uma vez vigentes os acordos para a criação de uma área de livre-comércio.
A segunda etapa de negociações para a criação de uma zona de livre-comércio entre o Mercosul e a Comunidade Andina começou em abril de 2001. Neste sentido, em 6 de dezembro de 2002 os Estados-partes do Mercosul e os países-membros da Comunidade Andina firmaram um acordo-marco para a formação de uma zona de livre-comércio que foi protocolado na ALADI como Acordo de Complementação Econômica N.° 56. Por meio deste acordo, os países da Comunidade Andina e do Mercosul reiteraram sua decisão de formar uma área de livre-comércio antes de 31 de dezembro de 2003. Também afirmaram que o Acordo de Complementação Econômica N.° 36 entre Bolívia e o Mercosul (assinado em 17 de dezembro de 1996) seguiria vigente.
Em cumprimento dos compromissos contraídos no Acordo de Complementação Econômica N.° 56, o Mercosul e a Comunidade Andina firmaram o Acordo de Complementação Econômica N.º 59 em 18 de outubro de 2004. O objetivo deste acordo foi formar uma área de livre-comércio mediante a expansão e diversificação do intercâmbio comercial e a eliminação das restrições tarifárias e não tarifárias que afetem o comércio recíproco. O Peru, por sua vez, concluiu negociações de um tratado de livre-comércio com o Mercosul em 25 de agosto de 2003. O acordo foi firmado em 30 de novembro de 2005 e protocolado na Aladi como Acordo de Complementação Econômica N.° 58.
Segundo a ALADI o acordo entrou em vigor:
- Em 5 de janeiro de 2005, entre Venezuela e Uruguai, e entre Venezuela e Argentina;
- Em 1 de fevereiro de 2005, entre Colômbia e Uruguai, e entre Colômbia e Argentina; entre Colômbia e Brasil, e entre Venezuela e Brasil;
- Em 1 de abril de 2005, entre Equador e Argentina, Brasil e Uruguai;
- Em 19 de abril de 2005, entre Colômbia, Equador e Venezuela.

O artigo 40 do Acordo estabelece que a administração e avaliação do mesmo está a cargo de uma Comissão Administradora integrada pelo Grupo Mercado Comum do Mercosul e representantes dos países-membros da Comunidade Andina signatários do Acordo. A Comissão se reúne em sessões ordinárias, ao menos, por uma vez ao ano.
Em novembro de 2005 o Congresso Colombiano ratificou um Tratado de Livre-Comércio (TLC) com o Mercosul. O tratado é favorável a Colômbia, já que permite a este país implantar instrumentos de proteção a agricultura local. Além do acesso ao Mercosul para os produtos colombianos, que aumenta o peso político da Colômbia nas negociações de livre-comércio que estão sendo tratadas atualmente com os Estados Unidos. Em 30 de dezembro de 2005, o presidente colombiano Álvaro Uribe firma a Lei 1.000, para a criação de uma zona de livre-comércio entre a Comunidade Andina e o Mercosul. Com este novo acordo, os produtos colombianos conseguiram um acesso preferencial ao Mercosul, uma vez que a Colômbia obteve a oportunidade de importar matérias primas e bens de capital do Mercosul a custos mais baixos, segundo o custo estabelecido no Tratado de Livre-Comércio.

### Israel

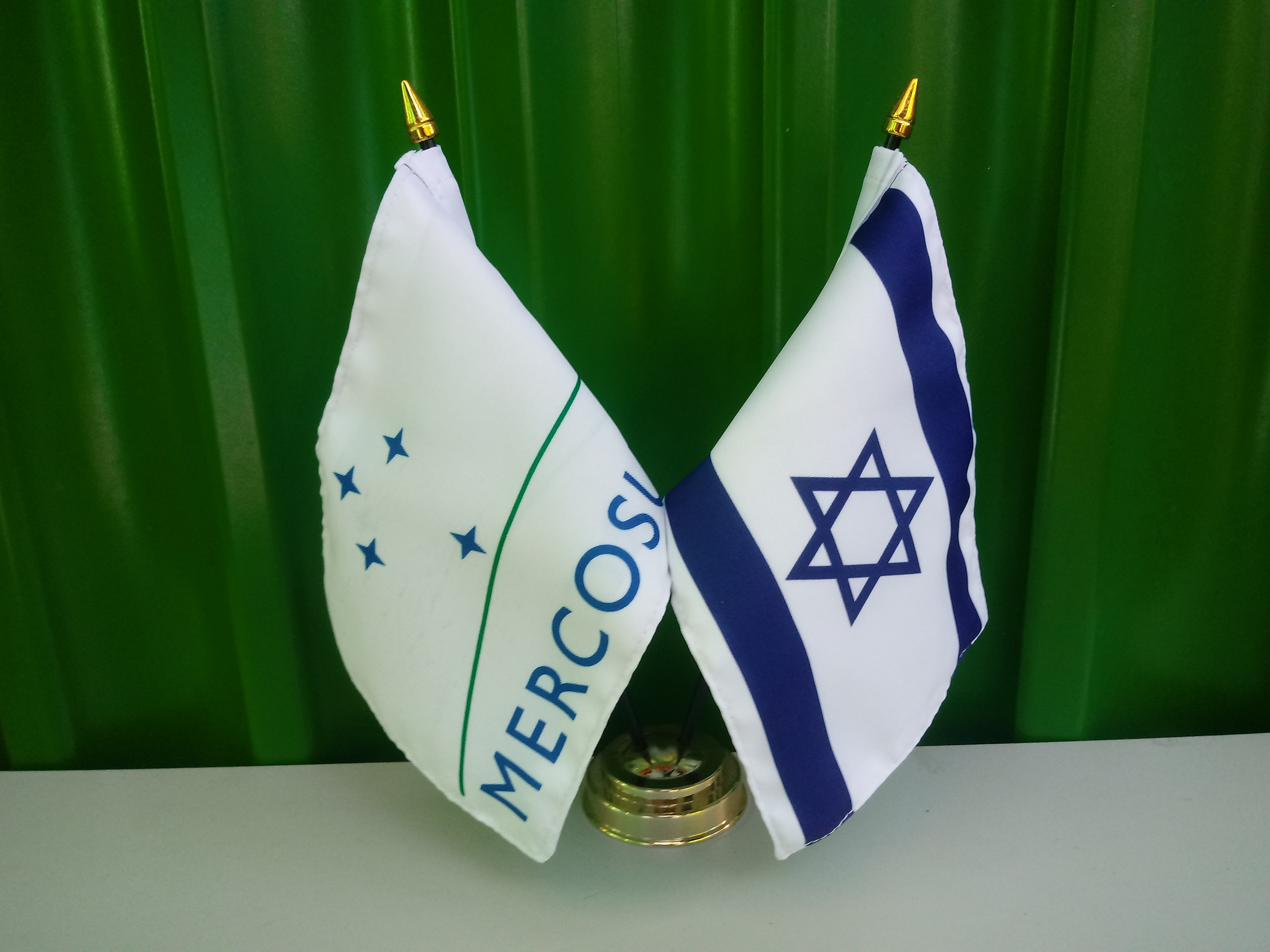
Bandeiras de Mercosul e Israel

No dia 17 de dezembro de 2007, durante a XXXIV reunião de cúpula do Mercado Comum do Sul e Estados associados realizada em Montevidéu, os presidentes dos países partes do Mercosul assinaram um tratado de livre-comércio (TLC) com Israel. Este foi o primeiro TLC do bloco com um país de fora da América do Sul desde sua fundação, e foi negociado durante dois anos. O Tratado de livre-comércio com Israel cobre 90% do fluxo comercial, com um cronograma de quatro fases para remoção progressiva de restrições (imediata, 4, 8 e 10 anos de vigência). Portanto, a previsão da eliminação das tarifas ocorrerá aos dez anos de vigência para produtos agrícolas e industriais. Prevê-se que o intercâmbio comercial entre o Mercosul e Israel fique em torno de 5 bilhões de dólares estadunidenses em 2017. Os principais produtos de exportação do Mercosul são commodities (grãos e cereais) calçados, automóveis, bens de capital (maquinaria pesada) e aviões, já Israel exporta programas informáticos, agroquímicos e produtos de alta tecnologia. Esperava-se que este acordo fosse vantajoso para ambas as partes, que permitisse a exportadores do Mercosul incrementar suas vendas sem as limitações provocadas pelas desvantagens comparativas fruto dos compromisos de Israel com outras nações. Ao ingressar efetivamente em 12 de agosto de 2012 no Mercosul, a Venezuela teve o prazo de 270 dias para analisar o tratado e então o Mercosul negociar com Israel os termos da adesão venezuelana também ao TLC.

### Egito
Em janeiro de 2004, o Mercosul recebeu uma proposta do República Árabe do Egito para negociar um TLC, tomando como base as conversas mantidas durante a Reunião do G20 paralela à 5.ª Conferência Ministerial da Organização Mundial do Comércio (OMC) de Cancún, México, celebrada em setembro de 2003. Na XXVI reunião ordinária do Conselho do Mercado Comum, foi firmado um acordo-marco, que foi incorporado na Decisão n. 16, de 2004, e previa a negociação de uma zona de livre comércio começando com uma etapa consistente de negociação de um acordo de preferências tarifárias fixas.
A segunda rodada de negociações se realizou em Montevidéu, Uruguai, em novembro de 2009. A terceira rodada de negociações teve lugar no Cairo, Egito, entre 9 e 11 de março de 2010. No dia 2 de agosto daquele ano, os presidentes dos países do Mercosul assinaram um tratado de livre-comércio (TLC) com o Egito durante a XXXIX reunião ordinária do CMC e Cúpula de Chefas e Chefes de Estado do Mercosul e Estados Associados realizada na cidade de São João (Argentina). O acordo foi subscrito pelo ministro de Comércio egípcio Rachid Mohamed Rachid e o chanceler argentino Héctor Timerman. Pelo tamano populacional egípicio à época, o Mercosul obteve acesso a um mercado de 76 milhões de consumidores para produtos primários e industrializados do bloco sul-americano. Estabeleceu-se que a entrada da maior parte das exportações do bloco (mais de 90%) no país árabe livre de alíquotas de exportação e vice-versa em uma liberalização tarifária gradual de dez anos. O Egito é um país estritamente importador e registrou em 2008 um défice comercial de 23,471 bilhões de dólares estadunidenses, segundo dados divulgados pelo Ministério de Indústria da Argentina.

### Palestina
Em 20 de dezembro de 2011, durante a cúpula em Montevidéu, os chanceleres dos quatro países membros plenos firmaram com o chanceler do Estado da Palestina Riyad al-Maliki um tratado de livre comércio.

### Chile
O Acordo de Complementação Econômica (ACE) entre o Mercosur e o Chile foi assinado em Potrero de los Funes, Argentina, em 25 de junho de 1996. O acordo foi celebrado no marco do sistema da ALADI como o Acordo de alcance parcial de complementação econômica n. 35 (AAPCE 35). Ele entrou em vigo em 1.º de outubro de 1996. Chile e Mercosul decidiram aprofundar o acordo comercial vigente em matéria de serviços. Para tais efeitos, se reuniram em 14 de junho de 2007. Chile e Uruguai se reuniram em 10 de setembro de 2007 para aprofundar relações entre ambos também sobre tal matéria. Em 1.º de julho de 2008, após onze rodadas, Chile e Mercosur concluíram as negociações sobre o comércio de serviços.

### México
Durante a Cúpula de Presidentes do Mercosul celebrada em 5 de julho de 2002 em Buenos Aires, os chanceleres dos Estados-Parte do Mercosul e o Secretário de Economia do México assinaram um ACE. Tal acordo teve por objetivo criar uma área de livre comércio e estabelecer um marco jurídico-normativo que permitisse estabelecer regras claras para o comércio de bens e serviços entre as partes firmantes, assim como a promoção de investimentos entre México e os países do Mercosul.
O acordo compreende o que for celebrado em bloco ou bilateralmente pelos membros do Mercosul com o México. Portanto, mantém os avanços conquistados nos acordos bilaterais anteriores quanto no acordo do setor automotivo. Além disso, possibilitou a condução de negociações futuras a fim de ampliar e aprofundar os acordos, conforme os interesses de cada país, sem fechar possibilidades para negociações do Mercosul em bloco com o México.
Com base nesse acordo, México e Uruguai celebraram um tratado de livre comércio durante a XIII Conferência Ibero-americana em 15 de novembro de 2003 em Santa Cruz de la Sierra, Bolívia. Estão em processo as negociações para a ampliação dos ACE 6 com Argentina e do ACE 53 com Brasil. Mesmo assim, se concertou o ACE 55 sobre o Setor Automotor entre México e os países-membros do Mercosul, no qual negociaram cotas anuais e bilaterais para importação livre de tarifas entre México, por um lado, e Argentina, Brasil e Uruguai, por outro. Este acordo previu o início do livre comércio de automóveis para a partir de 2006.

### Cuba
Em 21 de julho de 2006 em Córdoba, se firmou um AAPCE entre Mercosul e Cuba. No acordo, acertaram preferências tarifárias para determinados produtos e um cronograma para implementação do Programa de Liberalização Comercial. Cuba havia solicitado a negociação deste acordo em 2003, porém, demorou para iniciar as tratativas por resistências de parte do governo uruguaio da época.

### Índia
Em 17 de junho de 2003, Mercosul e India celebraram o acordo-marco em Assunção. E, 25 de janeiro de 2004, celebraram o acordo preferencial de comércio quando da visita à Índia pelo presidente do Brasil Luiz Inácio Lula da Silva. O acordo estabeleceu a anulação das tarifas para cerca de 900 produtos. Neste momento, a lista definitiva ainda não tenha sido, estava em negociação com expectativa de concluí-las nos meses seguintes.
Em virtude do acordo, a ìndia deu acesso preferencial a cerca de 450 bens provenientes do Mercosul. Em contrapartida, o Mercosul abriu seu a cerca de 452 produtos indianos. O acordo entrou em vigência em 1.º de junho de 2009 e foi o segundo que a Índia aprovou para estreitar relações comerciais com países latino-americanos. O primeiro foi o Acordo de Alcance Parcial firmado em 23 de novembro de 2003 com o Chile.

### União Aduaneira da África Austral
Em dezembro de 2000, o Mercosul subscreveu um acordo para criação de uma área de livre comércio com a União Aduaneira da África Austral (UAAA). Esta acordo-marco criou um comitê negociador que procuraria o estabelecimento de um tratado de livre comercio. Em dezembro de 2004, o Mercosul e a UAAA celebraram um acordo de comércio preferencial. Em conjunção com o acordo, os países emitiram um entendimento sobre sua conclusão, manifestaram a satisfação por completar tal fase da relação birregional e reafirmaram o compromisso de continuar negociações e ampliar a cooperação a fim de facilitar a implementação do acordo. Os ministros ordenaram começar estas negociações tão cedo quanto possível e previram protocolos adicionais ao acordo na área aduaneira e automotiva.
As negociações continuaram com a realização de uma reunião em maio de 2005. Na décima reunião, ocorrida na África do Sul em agosto de 2006, as partes coincidiram na importância de concluir a fase de negociações. O Acordo Preferencial de Comércio entre Mercosul e UAAA foi assinado em 15 de dezembro de 2008 em Salvador, Brasil, e em 3 de abril de 2009 em Maseru, capital do Reino do Lesoto.
O acordo previu a redução das tarifas no comércio bilateral e abarcou 8 limites que cairão 10%, 25%, 50% e 100% nas alíquotas de importação aplicadas de lado a lado. O acordo entrou em vigor só depois da aprovação parlamentar do texto em todos os países.
Em dezembro de 2009 em Genebra, o Mercosul, a Índia e a UAAA começaram a explorar meios para alcançar maior integração comercial, O objetivo foi melhorar o comércio a partir de uma negociação triangular entre as regiões, com economias complementares em certos produtos e concorrentes em outros.

### União Europeia

Mapa-múndi de localização da UE (em verde) e do Mercosul (laranja)

O Acordo-Quadro de Cooperação União Europeia-Mercosul data de 1995. Em 28 de junho de 2019 foi anunciado, em Bruxelas, a conclusão das negociações para o livre-comércio entre Mercosul e União Europeia (UE), após vinte anos de negociações. Os blocos haviam chegado a um acordo no início de 2019. Porém, os textos definitivos não estão finalizados, nem assinados, tampouco ratificados para entrar em vigor. As complexas negociações envolvem diversas áreas, como marcos regulatórios, tarifas alfandegárias, regras sanitárias, propriedade intelectual e compras públicas. Empresas brasileiras poderão, por exemplo, participar de licitações no bloco europeu.
A ratificação do acordo representaria o maior abertura em termos de mercados de consumidores, tanto por parte da UE, quanto do Mercosul. A chancelaria argentina à época esperava que o acordo beneficiasse s região sul-americana com o acesso a um mercado de mais de meio bilhão de habitantes com um poder aquisitivo médio de 34 mil dólares estadunidenses anuais, constituindo ao redor de 20% da economia mundial e um terço das importações globais.
Os objetivos do acordo são determinar um marco estável e previsível para empresas investidoras e, assim, propicio para incrementar o investimento estrangeiro direto (IED) e as oportunidades comerciais para empresas locais. Historicamente, todos os países que assinaram um acordo com a UE multiplicaram várias vezes seu IED após a assinatura do livre comércio.

### Associação Europeia de Livre Comércio
Em 30 de julho de 2019, o porta-voz da Associação Europeia de Livre-Comércio (AELC ou, na sigla em inglês, EFTA), Fabian Maienfisch, disse que o tratado de livre-comércio entre Mercosul e AELC estava em sua reta final e que ele poderia ser anunciado nas semanas seguintes. Em 23 de agosto de 2019, sob a presidência pro tempore (PPT) brasileira, o Mercosul anunciou que as negociações  acordo com a AELC haviam sido concluídas. Porém, os textos definitivos não estão finalizados, nem assinados, tampouco ratificados para entrar em vigor.

### Canadá
Em 16 de junho de 1998, Canadá e Mercosul celebraram um Entendimento de Cooperação em Matéria de Comércio e Investimentos e Plano de Ação. Anos mais tarde, em novembro de 2004, ambas as partes celebraram uma reunião bilateral e apresentaram uma declaração conjunta de compromisso a fomentar as relações comerciais. Meses depois, em fevereiro de 2005, ambas as partes acordaram iniciar diálogos formais para fortalecer os vínculos comerciais.
Em 24 de junho de 2011, Mercosul e Canadá voltaram a retomar o diálogo para o acordo comercial. A reunião ocorreu em Assunção, Paraguai, e uma outra em Otava, Canadá, foi combinada. Em 12 de abril de 2017, uma reunião técnica de trabalho permitiu reativar o diálogo entre as partes. Em 23 de fevereiro de 2018, Canadá anunciou que os diálogos exploratórios estavam concluídos e as negociações seriam iniciadas para se chegar a um Acordo de Comércio Integral Canadá-Mercosul.
Em 9 de março de 2018, teve início o diálogo para chegar à conclusão de um acordo comercial integral. A reunião teve lugar na sede da chancelaria paraguaia, onde se firmou a ata de entendimento sobre possíveis acordos comerciais entre Mercosul e Canadá. A primeira rodada de negociações foi agendada para de 20 a 23 de março de 2018 em Otava.

### Outros
O Mercosul leva a cabo tratativas para realizar acordos comerciais com a Coreia do Sul, com o Conselho de Cooperação do Golfo (CCG; formado pela Arábia Saudita, Barém, Emirados Árabes Unidos, Quaite, Catar e Omã), com a Jordânia, com a Turquia e com a Síria.
- CCG — Em maio de 2005, no marco da Cúpula América do Sul - Países Árabes, foi estabelecido o objetivo de negociar um acordo de livre comércio entre o Mercosul e o CCG. A primeira reunião Mercosul-CCG foi realizada em Riade em 26 e 27 de novembro de 2005. Foi estabelecido um calendário de negociações de um TLC. Em outubro de 2006, depois de dois dias de deliberações em Riade, aprovaram os termos de referência para um TLC entre as partes.
- Coreia do Sul — com o Mercosul, a República da Coreia começou um estudo de factibilidade de um TCL em 2005. Naquele ano, em maior, o grupo de estudo conjunto se reuniu pela primeira vez, em Assunção. A segunda foi em agosto de 2005 em Seul, Coreia.
- Turquia — em 30 de junho de 2008, em São Miguel do Tucumã, o CMC durante sua XXXV reunião ordinária decidiu aprovar o Acordo-Marco entre Mercosul e Turquia para a possível firma de TLC.
- Jordância — em 30 de junho de 2008, em São Miguel do Tucumã, o CMC durante sua XXXV reunião ordinária decidiu aprovar o Acordo-Marco entre Mercosul e Jordânia para também possível firma de TLC. Com base no artigo segundo deste acordo-marco, ambas as partes se reuniram em 13 de outubro de 2008 em Amã, Jordânia, para trocar pontos de vista sobre o potencial TLC e definir uma agenda de negociações.
- Síria — quando da assinatura de acordo com a Palestina em 16 de dezembro de 2010, durante a XL Cúpula do Mercosul[50][51] em Foz de Iguaçu, também foram lançadas as negociações para alcançar um TLC com a Síria. O acordo-marco foi assinado pela ministra da Economia síria Lami Assi, chefa da delegação convidada à cúpula do Mercosul.[52]
- Singapura — em junho de 2022 realizou-se a rodada de negociações comerciais entre Mercosul e Singapura. Para se ter em conta a importância comercial de Singapura, o Mercosul exportou para esse país o 5.929 milhões de dólares estadunidenses em 2021 e importou 1.258 milhões.[53][54]

## Mercosul Ampliado

Diagrama de adesão de países da América do Sul a organizações regionais (não bilaterais) em 2013. Nesse contexto configura-se o caráter nuclear do Mercosul

O Mercosul ampliado (ou Mercosul continental) refere-se à estratégia proposta para as relações externas do Mercosul que contempla ampliação de membros, intensificação de relações com países sul-americanos, bem como a configuração de polo sul-americano nucleado no Mercosul numa distribuição multipolar do poder internacional. Especificamente a ideia inicial de Mercosul ampliado se referia aos quatro Estados-Parte fundadores e aos dois primeiros Estados Associados (Chile e Bolívia). Contudo, essa estratégia já se remonta à proposta brasileira na VII Cúpula do Grupo do Rio.para a formação da Área de Livre Comércio Sul-Americana (ALCSA). Ela passa pelos esforços para o inter-regionalismo com a CAN, dissipados com a criação da UNASUL. Com esta então manteve uma agenda de complementação e articulação, mas que não resistiu ao desmantelo da mesma e à emergência das ações de convergência entre o Mercosul e a Aliança do Pacífico (AP).
A concepção do Cone Sul como região é recente na história latino-americana. O formato dos contornos geográficos dos Estados-partes do Mercosul dão essa ideia de cone. Antes do Mercosul, é comum a narração do período como de disputas hegemônicas entre Argentina e Brasil, até que, no âmbito de controvérsias e desconfianças intensas na Bacia Platina, foi celebrado o Acordo Multilateral Corpus-Itaipu em 1979. Em 1991, o Mercosul foi estabelecido, mas ele deriva do Programa de Integração e Cooperação Econômica (PICE) entre aqueles dois países na déda de 1980. Assim, o núcleo original quadripartite foi expandido com as adesões de novos Estados-Parte (Venezuela e Bolívia) e de Estados Associados (Chile, Peru, Colômbia, Equador, Suriname e Guiana), como também a rede de acordos comerciais na América do Sul foi completada com as celebrações de acordos com Guiana e Suriname em meados da década de 2010. Com isso, todos os países sul-americanos foram incluídos no Mercosul, seja como Estado Associado ou Estado-Parte, e alcançou-se uma escala estratégica continental vinculando as bacias dos rios da Prata, Amazonas e Orinoco e margeando o Mar do Caribe.